# Stephen Hopper
Stephen Hopper, född den 18 juni 1951 i Ballina, är en australisk botaniker.
Auktorsnamnet Hopper kan användas för Stephen Hopper i samband med ett vetenskapligt namn inom botaniken; se Wikipediaartiklar som länkar till auktorsnamnet.